# Ferdinand Piëch
Ferdinand Karl Piëch (Bécs, 1937. április 17. – Rosenheim, 2019. augusztus 25.) osztrák üzletember, mérnök, autóipari menedzser, a Volkswagen AG felügyelő bizottságának volt elnöke, Ferdinand Porsche unokája. 
A Porschénál kezdte pályafutását, majd a 70-es években átkerült az Audi AG-hoz, miután a Porsche-Piëch család megegyezett, hogy a családtagok nem töltenek be vezető beosztást a Porsche AG-nál. A döntés előzménye az volt, hogy Piëch – aki akkor mint fejlesztési vezető dolgozott a Porschénál – a tervezett költségvetést messze túllépő összeget fordított a Porsche 917 fejlesztésére, mivel a legjobb technikát akarta kerül amibe kerül – ezzel viszont szembe helyezkedett Hans-Peter Porsche akkori gyártási igazgatóval és a Porsche 911 tervezőjével Ferdinand Alexander Porschéval. Ferdinand Piëch hamarosan az Audi AG elnöke lett és meghatározó szerepe lett abban a fejlődési folyamatban amely az Audit, mint márkát a Mercedes-Benzzel és a BMW-vel egyenrangú versenytársi pozícióba emelte. Ennek a fejlődésnek fontos lépcsői és meghatározó elemei Piëch támogatásával és aktív részvételével a quattro-hajtás kifejlesztése és alkalmazása a versenysportban és az utcai autókban, az innovatív formatervezés és az Audi 100, amely az első jele volt annak, hogy az Audi a prémium szegmens résztvevője kíván lenni. 1993-ban lett a Volkswagen AG elnöke és alapjaiban változtatta meg a cég szerkezetét, hasonló létra-felépítésű konglomerátumot létrehozva, mint Alfred Sloan General Motorsszal. Az elnöksége alatt vásárolta fel a és integrálta az anyavállalatba a Volkswagen a Lamborghinit, a Bentleyt, a Škodát, a SEAT-ot, valamint a márkanév megvásárlásával megalapították a Bugatti Automobilest.
Ferdinand Piëch nemcsak mint üzletember töltött be fontos szerepet a Volkswagen konszern történetében, hanem mérnökként is. Az ő befolyására és közreműködésével születtek meg az olyan korszakalkotó autótípusok, mint az Audi Quattro, a Volkswagen Beetle, Audi R8, Lamborghini Gallardo, a Volkswagen Phaeton, a Volkswagen Lupo 3L, ami 1998-as megjelenésekor a világ első olyan szériagyártású autója volt, amelynek átlagfogyasztása csupán 3 l/100 km, vagy a Bugatti Veyron, ami megjelenésekor a leggyorsabb, legerősebb, legdrágább kereskedelmi forgalomban kapható közúti autó volt.
2015. április 25-én lemondott a Volkswagen-csoport felügyelőbizottságának elnöki tisztségéről.

## Élete
Louise Porsche és Anton Piëch gyermekeként született. Tanulmányait az Alpinum Zuoz líceumban folytatta, majd 1962-ben a zürichi Szövetségi Műszaki Főiskolán szerzett gépészmérnöki diplomát. 1963 és 1971 között a Porschénál dolgozott a fejlesztési részlegen – többek között a Porsche 906, illetve annak utódmodelljein és a sikeres, Le Mans győztes Porsche 917 tervezésében vett részt.
1972-től az Audinál dolgozott és 1975-ben a cég technológiai tervezési igazgatója lett. Ez alatt az időszak alatt kerültek kifejlesztésre olyan meghatározó modellek, mint az Audi 80 és az Audi 100. 1977-ben a negyvenedik születésnapján tartott bálon – ahol olyan vendégek voltak jelen, mint az autótervező-legenda Giorgetto Giugiaro – a Porsche Hotel személyzete egy 40 cm-es marcipán Audi 80 tortával köszöntötte fel. Ugyanebben az évben kezdődött meg az Audi Quattro rali versenyautó fejlesztése – ennek az autónak a hajtásrendszerét használták fel a később sorozatgyártásba került quattro modellek alapjául. Az Audi Quattro évekig uralta a ralipályákat.
Piëch egy kis mérnöki tervezőirodát működtetett abban a rövid átmeneti időszakban, amikor a Porschét elhagyta, de még nem szerződött az Audihoz – ekkor fejlesztett ki a Mercedes-Benz megbízásából egy soros, öthengeres dízelmotort. Ennek az öthengeres motornak a koncepcióját vitte magával Audihoz és mivel a Volkswagen konszern modellválasztékába kitűnően illeszkedett a motor, sok típusban felhasználásra került. A Volkswagennél ekkora megfogalmazódott egy igény négyhengeresnél több hengeres motorok iránt, azonban a V6-os vagy sorhatos elrendezés körülményesebben és költségesebben illeszthető elsőkerék-hajtású rendszerekhez illetve a csomagolási költségei is magasabbak, így ideális választás volt a sorötös az Audi modellekbe, illetve az Audi alapú Volkswagen Santana és Passat típusokba.
1993-ban lett – Carl Hahnt váltva – a Volkswagen AG igazgatótanácsának elnöke. Abban az időszakban a konszern meglehetősen rossz piaci helyzetben volt, alig kerülte el a csődöt és Piëchnek nagy szerepe volt abban, hogy drámai stratégiaváltással megfordítsák a folyamatot. 2002-ben visszavonult az elnökségből – Bernd Pischetsrieder váltotta –, de továbbra is a felügyelő bizottság elnöke maradt.
Piëch igazgatósága alatt agresszív termék- és marketingpolitikával a Volkswagen új piacokat hódított meg, az Audit – mint márkát – sikerült a prémium szegmensbe helyezni, sikerült a Lamborghinit felvásárolni és megszerezni a Bugatti márkanevet. A Bentley megszerzését és a Rolls-Royce felvásárlására irányuló kísérletet a piac és a szaksajtó ellentmondásosan fogadta, egy nehezen megoldható helyzet alakult ki, mert a Volkswagen megszerezte a Bentleyt, a vetélytárs BMW a Rolls-Royce-t, beleértve a márkanevet, de a Rolls-Royce márkaarculatot jellemző jellegzetes hűtőrács formaterve és a Spirit of Ecstasy logó felhasználási joga a Volkswagenhez került. Ez egy kényes patthelyzetet alakított ki – végül a Volkswagen egy esetleges pert elkerülve lemondott a hűtőrács és a logó használatáról a BMW javára, viszont a Crewe-i Rolls-Royce gyárat megtartotta, hogy a továbbiakban ott Bentley modelleket gyártsanak. Piëch azt nyilatkozta a történtekről, hogy ők eredetileg is csak a Bentleyt szerették volna megszerezni és egy hosszú ideig elhúzódó per óriási károkat okozott volna a Rolls-Royce márkanévnek, hiszen a bizonytalan helyzet visszavetné a vásárlási kedvet. Piëchnek jelentős szerepe volt abban is, hogy a Volkswagen megerősítette piaci pozícióit az észak-amerikai kontinensen.
2011-ben az autóiparra gyakorolt hatása miatt az Automobile Magazin az Év Emberének választotta. A Bécsi Műszaki Egyetem tiszteletbeli professzoraként rendszeresen egyetemi előadásokat tartott.

## Mérnökként
Piëch tevékenysége jelentős változásokat hozott a Porschénál – például javaslatának megfelelően a versenyautókban a pilóták helye a bal oldalról jobb oldalra került, mert ez előnyt jelent az óramutató járásával megegyező irányú – többségben lévő – pályákon. Döntő szerepe volt a Porsche 917 tervezésében és kifejlesztésében, amely a Porsche első nagy hengerűrtatalmú versenyautója volt. Piëch kezdte meg a Can-Am sorozat részére tervezett 16 hengeres versenymotor fejlesztését. Feltehető motiváció volt, hogy nagyapja már fejlesztett egy legendás 16 hengeres motort az Auto Unionnak, de a tervet nem sikerült végigvinni, mert a vállalat vezetés megvonta a projekttől a támogatást. Mivel volt egy bevált 12 hengeres motor, olcsóbb és egyszerűbb ezt továbbfejleszteni és turbófeltöltővel növelni a teljesítményét. 2005-ben – több mint harminc év múltán – végül a Bugatti Veyron motorjánál sikerült megvalósítani a 16 hengeres koncepciót.
- Porsche 906 (Carrera 6)
- Porsche 917
- Audi Quattro
- Bugatti Veyron 16.4

## A Porsche tulajdonosaként
Ferdinand Piëchnek jelentős, több, mint 10%-os részesedése volt a Porsche Automobil Holdingban. Annak érdekében, hogy a családtagok közti viszály megszűnjön, a család belső megállapodást kötött 1972-ben, hogy a családtagok nem vesznek részt közvetlenül a vállalat irányításában. Piëch nagybátyja – Ferry Porsche – csak egy helyet tartott meg a cég felügyelő bizottságában.
 2017. április 3-án Ferdinand Karl Piëch megvált a Porsche SE holdingtársaságban fennálló 14,7%-os üzletrészétől, a társaság bejelentette, hogy a Piëch befolyása alatt álló magánalapítványok a Porsche Automobil Holding SE társaságban közvetetten tulajdonolt törzsrészvényeik lényeges részét átruházzák a Porsche és Piëch család további tagjaira.

## Halála
2019. augusztus 25-én egy rendezvényre utazott a bajorországi Rosenheimbe felesége társaságában. Egy étteremben vacsoráztak, amikor Piëch rosszul lett és összeesett, majd a kórházba szállítását követően elhunyt.

## Fordítás
- Ez a szócikk részben vagy egészben  a   Ferdinand Piëch című angol Wikipédia-szócikk ezen változatának fordításán alapul.  Az eredeti cikk szerkesztőit annak laptörténete sorolja fel. Ez a jelzés csupán a megfogalmazás eredetét és a szerzői jogokat jelzi, nem szolgál a cikkben szereplő információk forrásmegjelöléseként.